# Ziede gij me gere (volkslied)
Ziede gij me gere is een bekend volksliedje in Vlaanderen. Het wordt door veel straatmuzikanten gezongen. Een alternatieve titel is "Ziede ge (gij) me (mij) gere, kus me dan", het eerste zinnetje van het refrein. Dat refrein gaat zo: "Ziede ge (gij) me (mij) gere, kus me dan. Ziede ge (gij) me (mij) gere, doe het dan". 
Het liedje moet niet worden verward met het gelijknamige nummer van Will Ferdy, die daarmee in 1950 een eerste reuzenhit maakte.

## Herkomst
De oorspronkelijke melodie komt van het liedje "Wenn der weiße Flieder wieder blüht", dat in 1928 werd geschreven door Franz Doelle en Fritz Rotter. In 1953 werd het liedje gezongen in de gelijknamige film Wenn der weiße Flieder wieder blüht. Door de film kwam er een remix van Helmut Zacharias in 1954 waardoor het liedje "Wenn der weiße Flieder wieder blüht" bekend werd. In 1956 bracht Zacharias een Engelse versie van het lied uit, "When the White Lilacs Bloom Again", waardoor het nog populairder werd. In 1954 kwam er ook een Nederlandstalige versie met de titel "Witte Seringen", gezongen door Henk De Bruin.  In Vlaanderen werd "Ziede ge (gij) me (mij)" in vele volkscafés gezongen. Het lied werd ook gezongen in de VTM-reeks Lili en Marleen. In 2008 werden vijf versies opgenomen. Guy van de groep The Honeys bracht een Vlaamse versie en een snelle versie uit met als titel "Ziede ge me gere". Ook bracht hij een Nederlandstalige versie met de titel "Wil je me charmeren" en een duet met Renée Bam ook onder de titel "Ziede ge me gere" uit. Verder bracht Frigo in 2008 een versie uit voor Aalst Carnaval met als titel "Ziede gè mè geren".